# Giovan Battista Bertucci il Giovane
Pour les articles homonymes, voir Famille Bertucci et Bertucci.
Giovanni Battista Bertucci il Giovane (Faenza, 1539 - 1614).  est un peintre italien de la fin du XVIe et du début du XVIIe siècle.

## Biographie
Giovanni Battista Bertucci il Giovane est le dernier membre d'une famille d'artistes italiens parmi lesquels son oncle et homonyme Giovanni Battista Bertucci il Vecchio est le chef de file.
Il a fait son apprentissage dans l'atelier qui appartenait à Giacomo Bertucci dit Jacopone da Faenza, son oncle ; il s'installa à Rome, de 1560 à 1564 où il participa à la décoration des loggias vaticanes.
À son retour à Faenza, il a continué de collaborer avec son oncle jusqu'à  la mort de ce dernier. Par la suite il a ouvert son propre lorsque studio.

## Œuvres
- Déposition du Christ, Pinacothèque communale, Cesena.
- Oraison dans le jardin, retable, Museo Giuseppe Ugonia, Brisighella.

Pinacothèque Civique Melozzo degli Ambrogi, Forli.
- La Décollation de saint Jean-Baptiste (1605),
- Saint Jean L'Évangéliste (1600)
- La Vierge au ciel couronnée de deux anges et les saints Jérôme et François (1583)